# Shahrestān di Mobarakeh
Lo shahrestān di Mobarakeh (farsi شهرستان مبارکه) è uno dei 24 shahrestān della provincia di Esfahan, in Iran.. Il capoluogo è Mobarakeh. Lo shahrestān è suddiviso in 2 circoscrizioni (bakhsh):
- Centrale (بخش مرکزی), con le città di Mobarakeh, Dizicheh, Korkavand e Talkhuncheh.
- Gharkan Jonobi (بخش گرکن جنوبی), con capoluogo Zibashahr.